# Czesław Małkowski
Czesław Jerzy Małkowski (ur. 22 września 1950 w Łupowie) – polski działacz samorządowy, prezydent Olsztyna w latach 2001–2008.

## Życiorys

### Wykształcenie i praca pedagogiczno-cenzorska
Ukończył studia historyczne w Wyższej Szkole Pedagogicznej w Olsztynie. Z zawodu nauczyciel historii, pod koniec lat 70. XX wieku był kierownikiem Gminnego Ośrodka Propagandy i Wychowania w Wielbarku. Na początku 1986 roku został dyrektorem Okręgowego Urzędu Kontroli Prasy, Publikacji i Widowisk w Olsztynie – organu cenzury PRL. Po zlikwidowaniu cenzury powrócił do wyuczonego zawodu, zostając w jednej z olsztyńskich szkół nauczycielem historii oraz wiedzy o Polsce i świecie współczesnym.

### Działalność polityczna
Od lat 70 XX w. należał do PZPR, a w 1981 roku został sekretarzem jej Komitetu Gminnego. Na początku lat 90 XX w. wstąpił do SdRP, a później do Sojuszu Lewicy Demokratycznej, w których  działał i budował lokalne struktury partyjne. W 1998 został wybrany do Rady Miasta Olsztyna, a we wrześniu 1999 został Przewodniczącym Rady Miasta Olsztyna. W tym samym roku został Sekretarzem Rady Wojewódzkiej SLD.
Od 10 października 2001 do 20 listopada 2008 pełnił funkcję prezydenta Miasta Olsztyna z ramienia Sojuszu Lewicy Demokratycznej, wchodził w skład władz miejskich partii. W 2005 roku wystąpił z SLD i nie związał się z kolejną partią. W tym samym roku został uhonorowany przez Ministra Kultury i Dziedzictwa Narodowego Odznaką Honorową „Zasłużony dla Kultury Polskiej”.
12 listopada 2006 r. wygrał ponownie wybory na prezydenta Miasta Olsztyn, startując z komitetu „Po prostu Olsztyn” i uzyskując poparcie 30 181 mieszkańców miasta, co stanowiło 51,72% głosujących.
W trakcie urzędowania wybuchł skandal że, ponoć miał molestować seksualnie kilka pracownic, a jedną – będącą w ósmym miesiącu ciąży – zgwałcić. Czesław J. Małkowski na pół roku trafił do aresztu śledczego. W wyniku orzeczenia przez sąd środka zapobiegawczego, tj. tymczasowego aresztowania Czesława Małkowskiego, od 14 marca 2008 r. obowiązki prezydenta Olsztyna objął Tomasz Głażewski – dotychczasowy zastępca, członek Platformy Obywatelskiej. Proces toczył się od 2011 do 2019 roku. Czesław Małkowski został uniewinniony od stawianych mu zarzutów prawomocnym wyrokiem z dnia 13 grudnia 2019 roku.
W związku z podejrzeniem przestępstw, 16 listopada 2008 r. odbyło się w Olsztynie referendum lokalne, w którym ponad połowa głosujących opowiedziała się za odwołaniem Czesława Małkowskiego z funkcji. Czesław Małkowski jako formalnie prezydent miasta i T. Głażewski jako pełniący obowiązki prezydenta miasta funkcje sprawowali do czasu publikacji wyników referendum w postaci Obwieszczenia Wojewody Warmińsko-Mazurskiego w Warmińsko-Mazurskim Dzienniku Urzędowym w dniu 20 listopada 2008 roku.
Tego samego dnia mandat Czesława Małkowskiego do pełnienia funkcji prezydenta miasta wygasł, a 21 listopada Prezes Rady Ministrów Donald Tusk mianował na komisarza Miasta Olsztyna Tomasza Głażewskiego, który zarządzał miastem do 9 marca 2009, czyli do dnia zaprzysiężenia nowego prezydenta.
W wyborach samorządowych w 2010 Czesław Małkowski bez powodzenia ubiegał się o urząd prezydenta miasta z własnego komitetu. Uzyskując 38,66% głosów, przeszedł do II tury, w której przegrał z Piotrem Grzymowiczem (otrzymał w niej 46,76% głosów). W wyborach tych został wybrany do rady miasta. W wyborach w 2014 ponownie przegrał w II turze z Piotrem Grzymowiczem wybory na prezydenta miasta. W I turze uzyskał 39,53% głosów, a w II turze 49,53%. Został ponownie wybrany do Rady Miasta Olsztyn. W wyborach w 2018 ponownie kandydował na urząd Prezydenta Olsztyna. Uzyskał 22 465 głosów i przeszedł do II tury, w której uzyskał 45,53% przegrywając ponownie z Piotrem Grzymowiczem, po raz kolejny uzyskując mandat Radnego Miasta Olsztyn. W 2024 uzyskał reelekcję w wyborach do rady miasta, w tych samych wyborach po raz szósty ubiegał się o urząd prezydenta miasta, w II turze przegrał z kandydatem Koalicji Obywatelskiej Robertem Szewczykiem, zdobywając 46,66% poparcia.

### Proces karny
Po wybuchu seksafery w Urzędzie Miasta Olsztyn w 2008 r. prokurator wszczął śledztwo mające ustalić czy doszło do przestępstwa w związku z doniesieniami pracownic Urzędu Miasta Olsztyn o molestowaniu seksualnym i zgwałceniu przez Prezydenta Miasta Olsztyna.
28 lutego 2008 r. został w tej sprawie zatrzymany przez policję. Zwolniony po nieuwzględnieniu przez Sąd Rejonowy w Białymstoku wniosku o tymczasowe aresztowanie. Na skutek zażalenia prokuratora 14 marca 2008 r. Sąd Okręgowy w Białymstoku zastosował wobec niego tymczasowe aresztowanie z uwagi na grożącą mu wysoką karę oraz zastosował środek zapobiegawczy w postaci zawieszenia w pełnieniu obowiązków prezydenta Olsztyna.
Postanowieniem z 26 września 2008 r. Sąd Okręgowy w Olsztynie uchylił wobec podejrzanego tymczasowe aresztowanie utrzymując środek zapobiegawczy w postaci zakazu sprawowania obowiązków samorządowych.
1 lutego 2011 r. Prokuratura Okręgowa w Białymstoku przedstawiła Czesławowi Małkowskiemu cztery zarzuty dotyczące czterech osób pokrzywdzonych – zgwałcenia i usiłowanie zgwałcenia oraz uporczywe naruszanie praw pracowniczych.
21 września 2015 r. Sąd Rejonowy w Ostródzie ogłosił wyrok 5 lat pozbawienia wolności za gwałt i usiłowanie gwałtu. Prócz tego sąd zabronił pełnienia funkcji kierowniczych w samorządzie przez okres 6 lat. Wyrok był nieprawomocny.
20 grudnia 2016 r. Sąd Okręgowy w Elblągu uchylił wyrok sądu pierwszej instancji i skierował sprawę do ponownego procedowania.

#### Uniewinnienie
28 grudnia 2018 r. Sąd Rejonowy w Olsztynie uniewinnił Czesława Małkowskiego od zarzucanych mu czynów, wyrok nieprawomocny.
13 grudnia 2019 roku Sąd Okręgowy w Olsztynie podtrzymał wyrok uniewinniający samorządowca, oskarżanego o rozmaite zarzuty. Perturbacje prawne od oskarżenia do uniewinnienia trwały prawie 12 lat.
28 stycznia 2022 roku Sąd Najwyższy oddalił kasacje prokuratury i pokrzywdzonej od wyroku olsztyńskiego sądu okręgowego uniewinniającego byłego prezydenta. Został on ostatecznie uniewinniony.

#### Oczekiwanie naprawienia szkód osobistych
Będąc radnym Olsztyna Cz.J. Małkowski złożył wnioski o odszkodowanie od Skarbu Państwa za działania prokuratury i prywatnie przeciwko byłej pracownicy UM Olsztyn oskarżającej go o zgwałcenie.